# ジェームス・マシュー・バリー

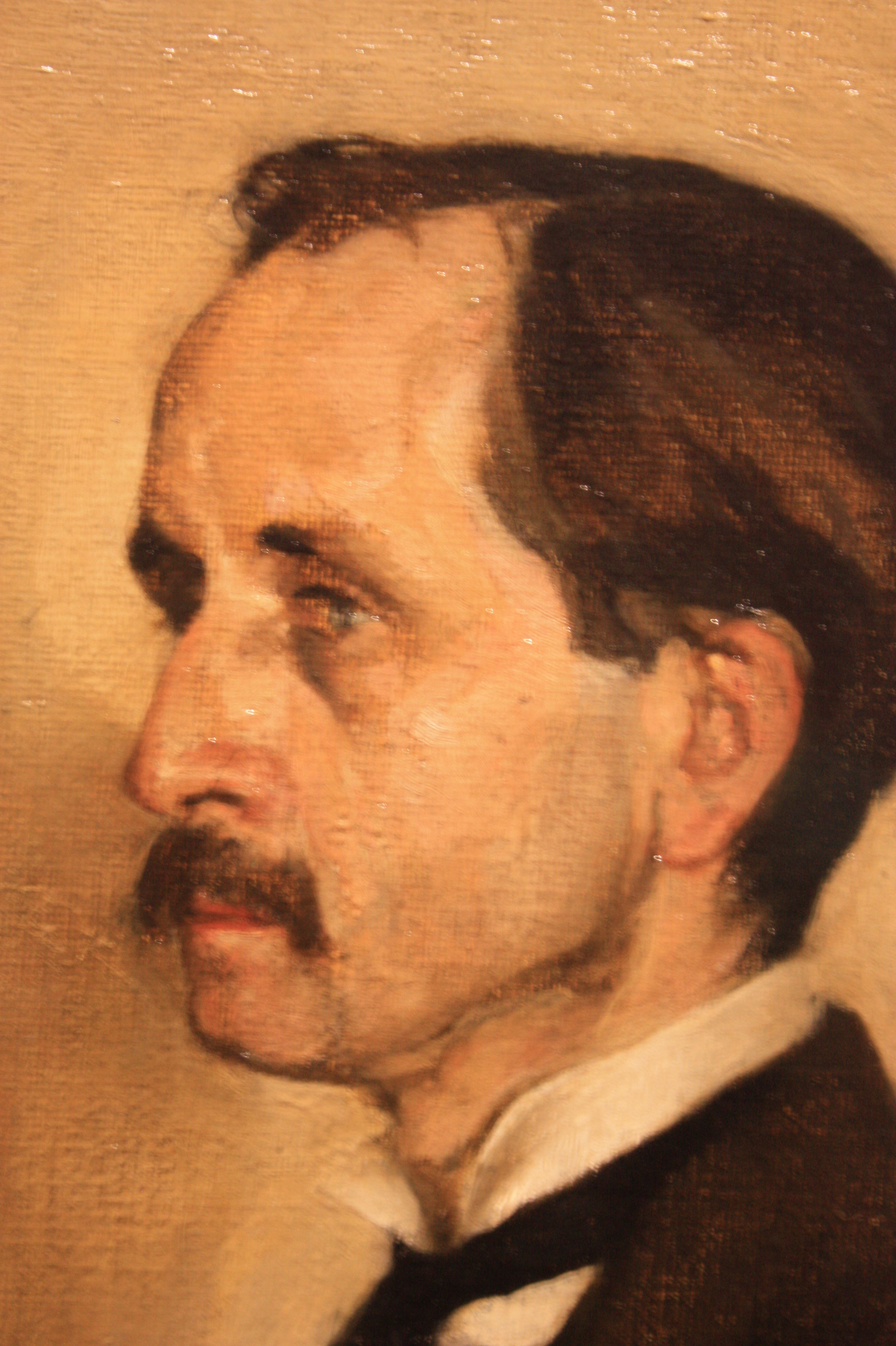
1903年、ウィリアム・ニコルソンによるバリー

初代准男爵サー・ジェームズ・マシュー・バリー（Sir James Matthew Barrie, 1st Baronet, OM。1860年5月9日 - 1937年6月19日）は、イギリスの劇作家、童話作家、ファンタジー作家。「バリ」と表記されることもある。『ピーター・パン』の作者として知られる。

## 人物
スコットランド・キリミュアで生まれ進学し、ロンドンに転居しヒット作となる多くの小説や戯曲を執筆した。そこでルウェイン・デイヴィス家の息子たちと出会い、『小さな白い鳥』を含む、ケンジントン・ガーデンズで魔法の冒険を繰り広げる幼い少年について執筆するきっかけとなり、その後、年を取らない少年と普通の女の子であるウェンディがネバーランドを冒険するおとぎ話『ピーター・パンあるいは大人になりたがらない少年』を執筆した。
ヒット作を出し続けていたが、ピーター・パンの影響は強く、女の子の名付けに「ウェンディ」が人気となった。デイヴィス夫妻の死後、非公式ではあるがデイヴィス家の息子たちを養子とした。1913年6月14日、ジョージ5世から准男爵の爵位を受け、1922年、新年叙勲にてメリット勲章を授与された。死の直前、ロンドンにあるグレート・オーモンド・ストリート子供病院にピーター・パンに関わる権利を贈与した。

## 年譜
- 1860年 - 織工の父、石工の娘の母のもとで誕生。姉と兄がいた。エディンバラ大学を卒業。ノッティンガムの新聞社に勤めながら雑誌への寄稿などを行っていた。
- 1885年 - ロンドンに行き文筆業に専念。
- 1888年 -『オールド・リヒト物語』を発表、有名になる。
- 1894年 - 女優のメアリ・アンセルと結婚する。
- 1900年 -『トミーとグリゼル』出版、ケンジントン公園の知り合い・ルウェリン・デイヴィス家の息子たち（5人兄弟）をサレーの別荘に招待。
- 1902年 -『小さな白い鳥』（第13章から第18章にピーターパンが出演。なおモデルはデイヴィス夫人・シルビアとその長男・ジョージとされる）を出版。1900年頃から劇作をするようになった。戯曲『あっぱれクライトン』が上演される。
- 1904年 - 戯曲『ピーター・パン 大人になりたがらない少年』（3幕）を執筆。この作品は大成功した。
- 1906年 -『ケンジントン公園のピーター・パン』（『小さな白い鳥』から抜粋）を出版。
- 1909年 - 離婚。デイヴィス夫妻死亡により子供2人を養子にする。
- 1911年 - さまざまな版の最終版として小説『ピーター・パンとウェンディ』を　執筆、刊行した。
- 1912年 - ケンジントン公園に養子マイケルをモデルにしたピーターパンの像を建てる。
- 1913年 - ジョージ5世から爵位（准男爵）。
- 1919年 - セント・アンドルーズ大学の学長に就任。
- 1921年 - 養子・マイケルが溺死（20歳）。
- 1922年 - メリット勲章を授与される。
- 1928年 - 戯曲『ピーター・パン』5幕版を出版。
- 1930年 - エディンバラ大学の学長に就任（1937年に辞任）。
- 1937年 - 死去

## 生い立ち
コットランドのアンガスのキリミュアにて保守的なカルヴァン主義の家庭に生まれた。父親のデイヴィッド・バリーは織工としてまずまずの成功を収めていた。母親のマーガレット・オグルヴィは8歳で母を亡くし家事をこなしていたとされる。バリーは10人きょうだいの9番目で、バリー誕生前に亡くなっていた2名を除き全員が通学し、少なくとも仕事に使えるだけの読み書き算数ができた。バリーは平均より小さい子供で、物語を作ることが好きだった。1934年のパスポートによると成長時の身長は161cmであった。
6歳の頃、母親のお気に入りであった兄デイヴィッドが14歳の誕生日の前日にアイススケートによる事故で亡くなった。母親はひどく落ち込み、バリーはデイヴィッドの服を着たり、デイヴィッドの口笛を真似たりし、デイヴィッドの代わりに母に気に入られようとしていた。ある日、バリーが母の部屋に入ると、母は「あなたなの？」と言った。バリーは母の回顧録『Margaret Ogilvy 』(1896年)で「私は母が亡くなった少年に話し掛けたのだと感じた」とし、小さな寂しい声で「違うよ、彼じゃない。僕だよ」と応えたと記した。母は亡くなった少年は永遠に少年のままで、成長せずいつまでも自分のそばにいると考えることで自分を癒した。バリーと母は幼い頃の思い出話を語ったり、『ロビンソン・クルーソー』、スコットランド人作家ウォルター・スコットの作品、『天路歴程』などを読むことを楽しんだ。
8歳の頃、バリーは兄アレクサンダー、姉メリーアンが教師を務めるグラスゴー・アカデミーに手伝いのため家を出た。10歳で家に戻り、フォーファー・アカデミーに通学した。14歳の頃、ダンフリーズ・アカデミーに進学のため家を出て、再びアレクサンダーとメリーアンと共に暮らした。バリーは読書に熱中し、三文小説、RMバランタインやジェイムズ・フェニモア・クーパーの作品を好んだ。ダンフリーズにて、友人たちとモート・ブレイ邸の庭園でオデッセイ的な海賊ごっこなどをして遊び、のちに戯曲『ピーター・パン』を執筆する原点となった。彼らは演劇クラブを創立し、旗揚げ公演『山賊バンデレロ』を上演し、その内容がモラルに反するとして学校理事会から批判された。

## 文学界での経歴

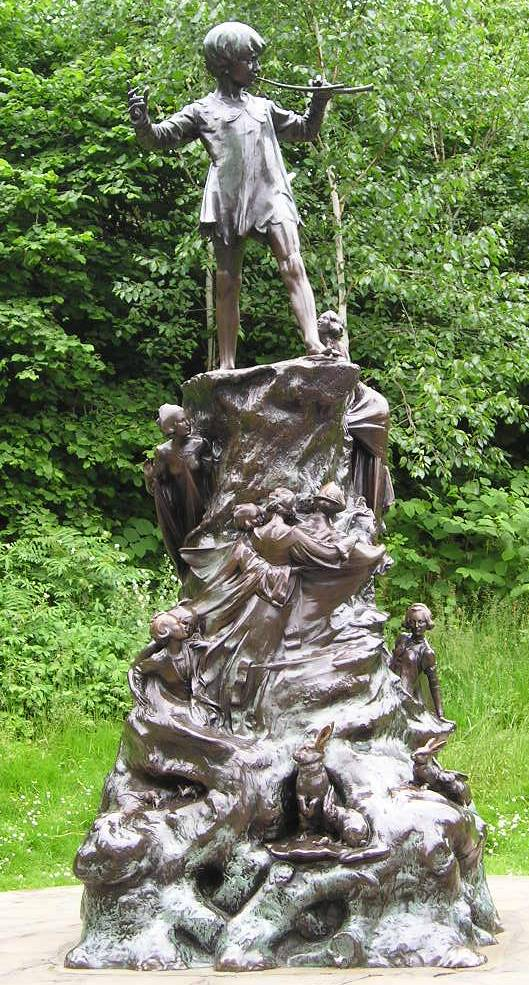
ロンドンのケンジントン・ガーデンズにあるジョージ・フランプトンによるピーター・パン像

バリーは作家になりたいと願っていたが、家族は牧師などの職業に就くよう説得を試みていた。アレクサンダーのアドバイスにより大学に行くことで譲歩したが、文学を専攻することにした。エディンバラ大学に進学し、学内紙に劇評を寄稿した。1882年4月21日、文学修士を得て卒業した。
姉妹が『スコッツマン』紙で求人情報を見つけ、バリーは『ノッティンガム・ジャーナル』紙のスタッフ・ジャーナリストとして1年半勤務した。その後キリミュアに戻り、ロンドンの『セント・ジェームズ・ガゼット』紙に母が幼少期に育った町(仮名スラムズ)の物語を用いて寄稿した。スコットランドに関わるものを好む編集者により、バリーのこの物語はシリーズ化された。これらはバリーの最初期の小説『オールド・リヒト物語』(1888年)、『スラムズの窓』(1890)、『小牧師』(1891年)の基となった。
『オールド・リヒト物語』にはバリーの祖父が所属していた敬虔な宗派について描かれている。バリーの初期の作品について現代の文学批評家からは、スコットランドの町をセンチメンタルおよびノスタルジックに描いており、19世紀の工業化からはほど遠い菜園派風として軽んじられ好まれていない。しかし当時これらの作品は人気があり、バリーは人気作家となった。その後バリーは自身の経験を描いた『Better Dead 』(1888年)を自費出版したが売上は上がらなかった。少年と男性のファンタジーであり、ハッピーエンドではないトミー・シリーズ『センチメンタル・トミー』(1896年)、『トミーとグリゼル』(1900年)が出版された。
バリーは舞台への興味を深め、詩人リチャード・サヴェイジの伝記を基にHBマリオット・ワトソンと共に脚本を執筆したが、1度上演したのみで批評家に酷評され閉幕した。その直後、ヘンリック・イプセンの『ヘッダ・ガーブレル』および『幽霊』をパロディ化した『イプセンの幽霊』(1891年)を執筆した。1914年までイギリスでは『幽霊』は権利化されていなかったが、当時クラブの出し物としてセンセーションを巻き起こした
。
ロンドンにあるトゥールズ・シアターにて『イプセンの幽霊』が上演された際、イプセンの作品を英語に翻訳していたウィリアム・アーチャーが観劇した。アーチャーはこのパロディのユーモアを気に入り、他者に推薦した。バリーの劇作3作目『Walker, London 』(1892年)のために若い女優メアリー・アンセルが紹介された。 1894年7月9日、2人は結婚した。バリーはセント・バーナードの子犬をアンセルに買い与え、のちに『小さな白い鳥』に登場することとなった。以降、妻の名「メアリー」はバリーの小説に多く使用された。インプレサリオであるリチャード・ドイリー・カートのためにコミック・オペラ『ジェーン・アニー』(1893年)を執筆したが公演はうまくいかず、友人のアーサー・コナン・ドイルに改訂を依頼した。
1901年から1902年、立て続けにヒット作を生み出した。戦地から戻ったかつての求婚者を若い姪と取り合うオールド・ミスを描いた『クオリティ通り』がヒットした。その後、貴族の家族と使用人たちが難破して無人島に辿り着くと立場が逆転する『あっぱれクライトン』は精巧な演出により批評家に称賛された。
1902年、ホダー&スタウトンによりイギリス国内で出版された小説『小さな白い鳥』にピーター・パンが初登場し、同年アメリカで『スクリブナーズ・マガジン』で連載された。1904年12月27日、バリーの最も有名で長年続くヒット作となる『ピーター・パンあるいは大人になりたがらない少年』が初演された。ウィリアム・アーネスト・ヘンリーの娘マーガレットはバリーを「フレンド」の変形である「フレンディ」と呼んでいたが「R」がうまく発音できず「フウェンディ」と聞こえることから着想を得て、登場人物に「ウェンディ」と名付けた。ビクトリア朝後期およびエドワード朝の中流家庭を表す、社会的制約のあるブルームスベリーの町はネバーランドと比較して道徳観で相反していた。ジョージ・バーナード・ショーは作品に潜む隠喩の存在を示唆し、「一見、子供向けのクリスマス演劇のようだが、実際は大人向けである」と評価した。
『ピーター・パン』の上演以降、バリーは舞台においてヒット作を出し続けたが、その多くは自身の信念を基に社会問題を扱っていた。『十二磅の目つき』(1921年)では離婚した妻が同僚となり収入を得ていく姿を描いた。『メアリ・ロウズ』(1920年)、『おい、ブルータス』(1917年)などでは年を取らない子供やパラレルワールドを再び扱った。
1909年から1911年、ほかの多くの脚本家たちと共に侍従長局による検閲に反対しようと試みていた。
1911年、小説『ピーター・パンとウェンディ』でピーター・パンの物語を発展させた。1929年4月、バリーはピーター・パン関連作品の著作権をロンドン最大の子供病院であるグレート・オーモンド・ストリート子供病院に寄贈した。
最後の戯曲『少年ダビデ』(1936年)で聖書のサウル王と若いダビデの物語を描いた。ピーター・パン役と同様、ダビデ役は女性が演じていた。バリーは女優エリザベート・ベルクナーのためにこの作品を執筆した。

## 交友関係

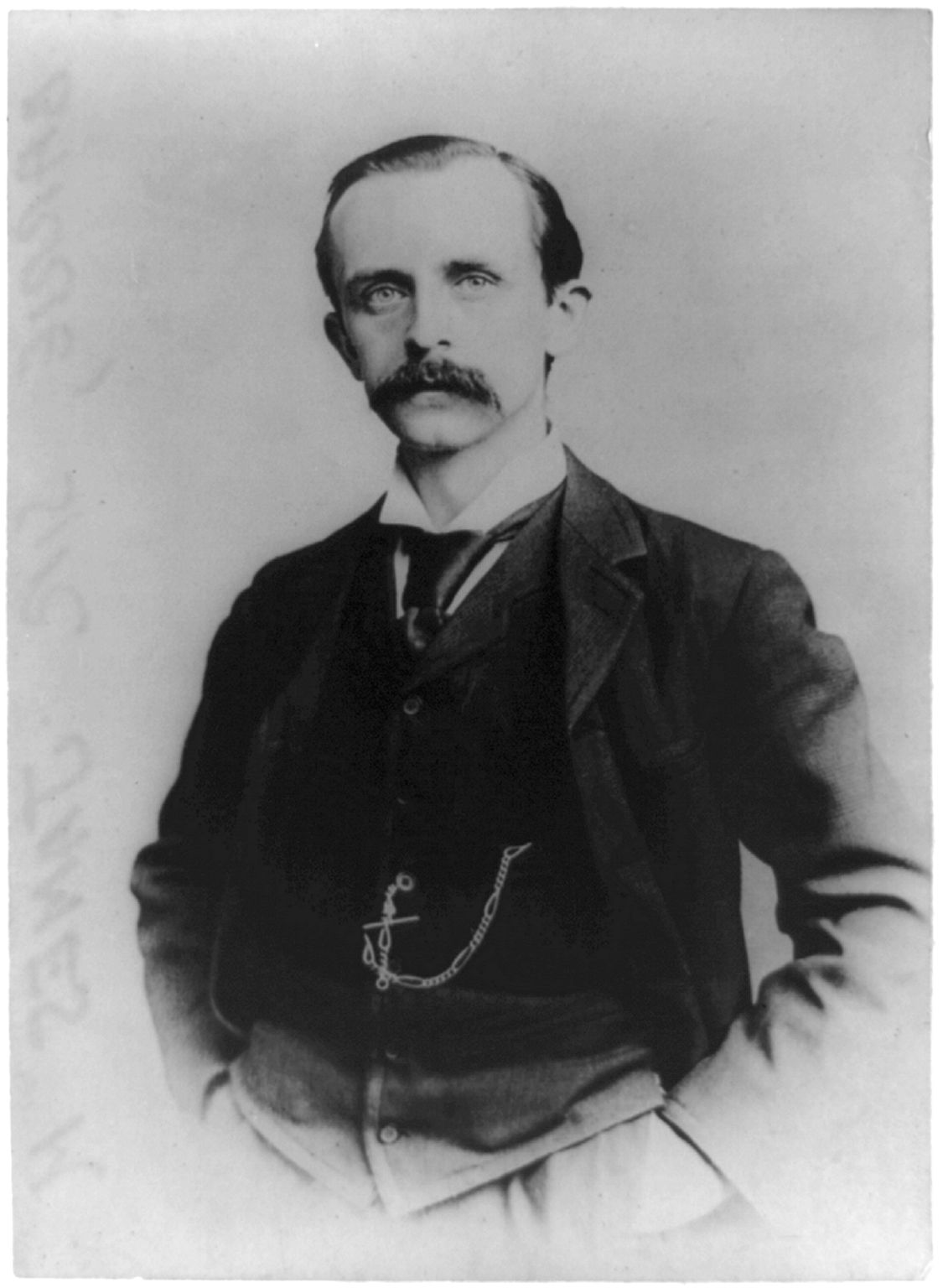
1895年頃

バリーは文芸サークルに参加し、共著者以外にも多くの著名な友人がいた。小説家ジョージ・メレディスは初期のパトロンであった。当時サモアに住んでいた同じスコットランド人のロバート・ルイス・スティーヴンソンと長い間文通していたが一度も会うことはなかった。数年間、ジョージ・バーナード・ショーとロンドンで近所に住み、バリーの脚本および撮影に1度だけ参加したことがある。ハーバート・ジョージ・ウェルズは古い友人で、バリーの離婚の危機には仲裁に入った。ロンドン滞在中、ヒュー・クリフォードを介してトーマス・ハーディと知り合った。
第一次世界大戦後、グロスタシャーのスタンウェイ近くにあるスタンウェイ・ハウスを度々訪れており、スタンウェイのクリケット場の施設建設に資金を出した。友人たちのためにアマチュア・クリケット・チームを創立し、ハーバート・ジョージ・ウェルズ、ラドヤード・キップリング、アーサー・コナン・ドイル、P・G・ウッドハウス、ジェローム・K・ジェローム、G・K・チェスタトン、A・A・ミルン、E・W・ホーナング、A・E・W・メイソン、ウォルター・ラーレイ、E・V・ルーカス、モーリス・ヒューレット、オウエン・シーマン、バーナード・パートリッジ、オーガスティン・ビレル、ポール・デュ・シャイユ、ヘンリー・ハーバート・ラタング、ジョージ・セシル・アイヴス、ジョージ・ルウェイン・デイヴィス、アルフレッド・テニスンの息子などの著名人が参加していた。チーム名は「Allahakbarries 」であったが、アラビア語で「天が我を助く」を意味する「Allah akbar 」を誤ったものとされている。
アフリカ探険家ジョセフ・トムソン、南極探検家ロバート・スコットとも友人となった。スコットの息子ピーターの名付け親となり、南極探検中、スコット最期の数時間で7名に書いた遺言のうち1通はバリー宛てに、妻キャスリーンと息子ピーターの世話を依頼する内容であった。バリーはこの遺言書に非常に感銘を受け、その後常に持ち歩くようになった。
1896年、バリーのエージェントのアディソン・ブライトは、ブロードウェイのプロデューサーであるチャールズ・フローマンに会うようバリーを説得し、フローマンはバリーの経済的支援者だけでなく親友となった。フローマンはイングランドとアメリカ双方で『ピーター・パン』初演をプロデュースしただけでなく、バリーのほかの作品のプロデュースも行なった。フローマンは北大西洋にてドイツのUボートで沈没させられた客船ルシタニア号に乗船しており、救命ボートを辞退したことで知られる。ルシタニア沈没の時、女優リタ・ジョリヴィエはフローマン、ジョージ・ヴァーノン、アリック・スコット船長と共にいたが、ジョリヴィエだけが生還し、のちにフローマンが辞世の句としてピーター・パンの台詞を引用し「なぜ死を恐れる？死は我々に与えられた最も素晴らしい冒険ではないか」と述べたと語った。
1908年から1916年までイギリスの首相を務めたハーバート・ヘンリー・アスキスの義理の娘シンシア・アスキスが1917年よりバリーの秘書を務めた。1930年代、ジョージ6世の幼い娘エリザベス2世、マーガレットに物語を話して聞かせていた。

## 結婚
1891年、友人ジェローム・K・ジェロームに自身の戯曲『Walker, London 』を演じる可愛らしい女性の紹介を依頼し、女優メアリー・アンセルと出会った。友人関係となり、1893年から1894年、バリーの看病をしてバリーの家族の手助けをした。1894年7月9日、キリミュアで結婚し、バリーの回復後すぐにメアリーは女優を引退した。バリーの両親の邸宅でスコットランドの伝統にのっとった小さな結婚式が行なわれた。2人の間に子供はなかった。
1895年、夫妻はサウス・ケンジントンのグローセスター通りに家を購入した。1900年、ケンジントン・ガーデンズ近くを希望し、夫妻はガーデンが見下ろせるベイズウォーター通り100番地に転居した。メアリーはインテリア・デザインの才能があり、1階を改築して、装飾されたパネルを施した応接間2室や温室を設置した。同年、サリーのファーナムのブラック・レイク・コテージを別荘とし、バリーはクリケット仲間やルウェイン・デイヴィス家をもてなした。
1908年中盤から、メアリーは自分より20歳若く、バリーの反検閲活動にも関係していたギルバート・キャナンと不倫し、別荘にも出入りしていた。1909年7月、バリーはこれを知り、離婚を決意したがメアリーは拒否した。離婚スキャンダルを恐れ、バリーはメアリーがもうキャナンとは会わないことを条件に法的別居を提案したが、メアリーはこれも拒否した。バリーは妻の不貞で離婚を訴え、1909年10月、離婚が認められた。離婚で傷付いたバリーを気遣い、友人たちは多くの新聞者に2人の間で起こったことを公表しないよう頼み、3社のみが公表した。メアリーがキャナンと結婚した後も毎年メアリーとバリーの結婚記念日に食事をし、バリーは手渡しで経済的支援を続けた。

## ルウェイン・デイヴィス家

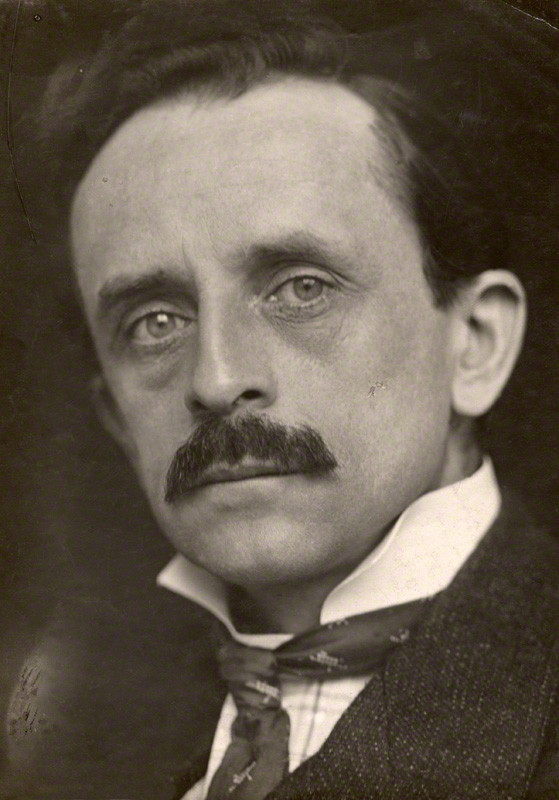
1902年、ジョージ・チャールズ・ベアスフォード撮影

アーサー・ルウェイン・デイヴィスと、ジョージ・デュ・モーリアの娘シルヴィアの夫妻、そしてその5人の息子ジョージ、ジョン(ジャック)、ピーター、マイケル、ニコラス(ニコ)のルウェイン・デイヴィス家はバリーの文学に重要な役割を担った。
1897年、バリーはケンジントン・ガーデンズでナニーのメアリー・ホジソンと共にいたジョージ、ジャック、ピーターと出会ったことで一家と知り合いとなった。近所に住んでおり、しばしばセント・バーナードのポーソスの散歩にケンジントン・ガーデンズに行っていた。耳や目を動かしたり、物語を話して少年たちを楽しませていた。12月に一家のディナー・パーティに招待されるまでシルヴィアとは面識がなかった。シルヴィアはバリーに、ピーターは父の小説『永遠に愛せよ(Peter Ibbetson )』から名付けたと語った。
バリーはデイヴィス家に頻繁に訪れるようになり、バリーもシルヴィアもほかに結婚している人がいるにもかかわらず、バリーはシルヴィアとその息子たちと仲良くなっていった。1901年、バリーはデイヴィス一家をブラック・レイク・コテージに招待し、少年たちに海賊アドベンチャー『The Boy Castaways of Black Lake Island 』を演じさせて撮影し、写真絵本を2部製作し1部をアーサーに贈ったが、電車に置き忘れてなくしてしまった。現在、イェール大学図書館に1部が残っている。

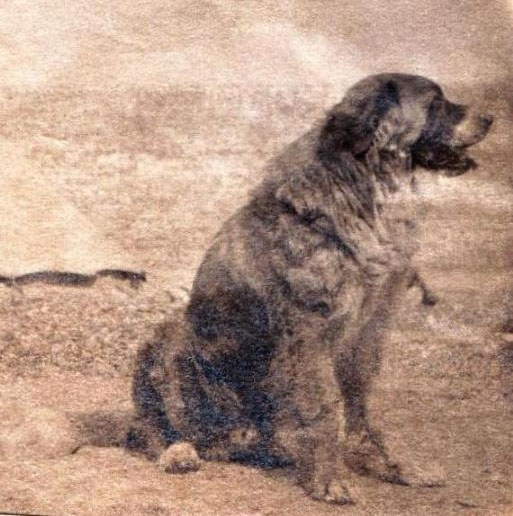
バリの愛犬であったセントバーナード犬のポーソス。

ピーター・パンのキャラクターはジョージとジャックを楽しませるために作られた。バリーは彼らの弟ピーターは空を飛べると語った。赤ん坊は生まれる前は鳥で、親たちは赤ん坊が飛んでいかないように託児所の窓に格子をつけたのだと主張した。ここから少年が空を飛べる物語に発展していった。
1907年、アーサーが亡くなり、「ジムおじさん」と呼ばれるバリーがデイヴィス一家の経済的支援をするようになった。バリーの『ピーター・パン』などの作品から受ける収入は、一家の生活費や教育費をまかなうのに充分であった。1910年、シルヴィアが亡くなり、バリーはシルヴィアと婚約していたと主張した。シルヴィアの遺言にはそのことについて全く触れられていなかったが、バリーには母エマ、兄ガイ・デュ・モーリア、アーサーの兄弟コンプトンと共に少年たちの管財人および後見人になってくれるよう記されていた。少年たちの保護者としてバリーに対する信頼感が記され、少年たちに伯父らと同様バリーに信頼、誠意をもって接し、正直であることを求めた。シルヴィアは、ホジソンにナニーを続けさせてホジソンの姉妹「ジェニー」にホジソンの補佐を頼むと記したが、数ヶ月後に非公式ではあるがシルヴィアの家族のためにこの遺言を複製する際、バリーはシルヴィアから自分が呼ばれていた「ジミー」に書き換えた。バリーとホジソンはあまり仲が良くなかったが、少年たちが成長するまで共に代理親としてなんとかやっていった。
バリーはデイヴィス家の少年たちと出会う前、そして彼らが成長した後もほかの子供たちと友人となっており、ペドフィリアの疑いがあった。小説『小さな白い鳥』では少年が寝る前に服を脱ぐのを主人公が手伝い、少年の求めに応じて一緒に寝る描写があった。しかしバリーが子供と性行為があった証拠はなく、当時それが疑われたこともなかった。デイヴィス家の末息子ニコはバリーに不適切な行為はなかったとし、「ジムおじさんが男性、女性、子供、誰に対しても不適切な行為があったとは全く考えられない」「彼は純朴で、だからこそ『ピーター・パン』が書けた」と語った。デイヴィス家の少年たちとバリーの関係は、少年期、青年期を過ぎても良好であった。
1912年、「メイ・モーニング」のために夜中に秘密裏にケンジントン・ガーデンズにピーター・パン像が建てられた。像はマイケルがピーター・パンの扮装をした古い写真をモデルにしたとされた。しかし彫刻家ジョージ・フランプトンは他の子供をモデルとしたと語り、バリーは落胆した。
バリーは少年たちのうち2人が20代になったばかりで死別し悲嘆に暮れた。1915年、第一次世界大戦でジョージが亡くなった。1921年、寄宿学校、大学に進学しても毎日書簡を交わしていたマイケルが21歳の誕生日1ヶ月前に友人ルパート・バクストンと共にオクスフォード近くの危険で知られたサンドフォード・ロックで溺死した。バリーの死から数年後、ピーターは家族の手紙などを集めて自身のコメントを追加して資料を編集した。完成直後、ピーターは電車に身を投げて自殺した。

## 死去
1937年6月13日、ロンドンのウェスト・エンドにある介護施設にて肺炎で亡くなった。キリミュアにて両親ときょうだいのうち2人の隣に埋葬された。ブレチン通り4番地にある生誕地はスコットランド・ナショナル・トラストにより博物館として保護されている。
バリーは秘書のシンシア・アスキスに遺産のほとんどを残したが、『小さな白い鳥』、『ケンジントン公園のピーター・パン』、『ピーター・パンあるいは大人になりたがらない少年』、『ピーター・パンとウェンディ』を含む『ピーター・パン』関連の権利はロンドンにあるグレート・オーモンド・ストリート病院に贈与していた。

## 伝記および伝記的作品

### 書籍
- Hammerton, J. A. (1929). Barrie: the Story of a Genius. New York: Dodd, Mead & Company
- Darlington, W. A. (1938). J. M. Barrie. London and Glasgow: Blackie & Son. ISBN 0-8383-1768-5
- Chalmers, Patrick (1938). The Barrie Inspiration. Peter Davies. ISBN 978-1-4733-1220-3.
- Mackail, Denis (1941). Barrie: The Story of J. M. B.. New York: C. Scribner's Sons. ISBN 0-8369-6734-8
- Dunbar, Janet (1970). J. M. Barrie: The Man Behind the Image. London: Collins. ISBN 0-00-211384-8
- Birkin, Andrew (2003). J. M. Barrie and the Lost Boys: The Real Story Behind Peter Pan. Yale University Press. ISBN 978-0-300-09822-8
  - アンドリュー・バーキン 鈴木重敏 訳『ロスト・ボーイズ』J.M.バリとピーター・パン誕生の物語 新書館 ISBN 4403230156
- Chaney, Lisa (2006). Hide-and-Seek with Angels: A Life of J. M. Barrie. Arrow. ISBN 978-0-09-945323-9
- Dudgeon, Piers (2009). Captivated: J. M. Barrie, the du Mauriers & the Dark Side of Neverland. Vintage Books. ISBN 978-0-09-952045-0
- Telfer, Kevin (2010). Peter Pan's First XI: The Extraordinary Story of J. M. Barrie's Cricket Team. Sceptre. ISBN 978-0-340-91945-3
- Ridley, Rosalind (2016). Peter Pan and the Mind of J. M. Barrie: An Exploration of Cognition and Consciousness. Cambridge Scholars Publishing. ISBN 978-1-4438-9107-3.
- Dudgeon, Piers (2016). J. M. Barrie and the Boy Who Inspired Him. Thomas Dunne Books. ISBN 978-1-250-08779-9

### 刊行物
- Stokes, Sewell (November 1941). “James M Barrie”. New York Theatre Arts Inc 25 (11):  845–848.

### 映画、テレビ、舞台
- テレビ The Lost Boys (1978): イアン・ホルム (バリー役)、アンドリュー・バーキン(脚本). BBC.
- 演劇 The Man Who Was Peter Pan (1998): アラン・ニー(脚本) バリーの人生とルウェイン・デイヴィス一家との関係を描いた半伝記的作品。
- 映画『ネバーランド』Finding Neverland (2004年、アメリカ／イギリス): ジョニー・デップ(バリー役)、ケイト・ウィンスレット(シルヴィア役)、マーク・フォースター(監督) アラン・ニーの脚本を基にしている。
- 演劇 The Boy James (2012) アレキサンダー・ライト(ベルト・アップ・シアター)演出による一幕物。バリーの人生および作品から着想を得ている。
- ミュージカル『ファインディング・ネバーランド』Finding Neverland (2012) ダイアン・パウラス(演出) 映画『ネバーランド』を基にしマシュー・モリソン、ローラ・ミシェル・ケリーが出演し、『ピーター・パン』の制作過程を描いたミュージカル。

## 栄誉
1913年、ジョージ5世から准男爵の爵位を受けた。1922年、新年叙勲にてメリット勲章を授与された。
1919年、セント・アンドルーズ大学の学長に選出され、1922年、3年間の職務をまっとうした。ダグラス・ヘイグと共にダンディ・カレッジ大学を訪れ、新球場の始球式に参加した。1930年から1937年、エディンバラ大学の学長を務めた。

### その他
- ロンドンのワンズワースにあるサー・ジェームズ・バリー小学校はバリーの名に因んで名付けられた。
- メリーランド州シルバースプリングのバリー学校はバリーの名に因んで名付けられた[42]。

## 著作
- Better Dead (1887年)
- オールド・リヒト物語 Auld Licht Idylls (1888年)
- 独身時代 When a Man's Single (1888年)
- スラムズの窓 A Window in Thrums (1889年)
- 吾がニコチン夫人 My Lady Nicotine (1890年)-1926年、副題『A Study in Smoke 』で再版
- 小牧師 The Little Minister (1891年)
- リチャード・サヴェージ Richard Savage (1891年)
- イブセンの幽霊 Ibsen's Ghost (Toole Up-to-Date) (1891年)
- ウォーカー・ロンドン Walker, London (1892年)
- ジェイン・アニイ Jane Annie (オペラ、1893年)-アーネスト・フォード(音楽)、バリーおよびアーサー・コナン・ドイル(脚本)
- A Powerful Drug and Other Stories (1893年)
- A Tillyloss Scandal (1893年)
- Two of Them (1893年)
- A Lady's Shoe (1893年) (短編2作: A Lady's Shoe, The Inconsiderate Waiter)
- Life in a Country Manse (1894年)
- Scotland's Lament: A Poem on the Death of Robert Louis Stevenson (1895年)
- センチメンタル・トミー Sentimental Tommy, The Story of His Boyhood (1896年)
- マーガレット・オグルヴィ Margaret Ogilvy (1896年)
- Jess (1898年)
- トミーとグリゼル Tommy and Grizel (1900年)
- The Wedding Guest (1900年)
- ブラックレイク島少年漂流記 The Boy Castaways of Black Lake Island (1901年)
- 屋敷町通り Quality Street (戯曲) (1901年)
- あっぱれクライトン The Admirable Crichton (戯曲) (1902年)
  - 福田恆存、鳴海四郎訳『あっぱれクライトン』河出書房・市民文庫 1953年。のち「福田恆存翻訳全集 第8巻」文藝春秋
- 小さな白い鳥 The Little White Bird またはAdventures in Kensington Gardens (1902年)
  - 鈴木重敏訳 パロル舎 2003年 ISBN 4894192713
- 可愛いメアリ Little Mary (1903年)
- ピーター・パンあるいは大人になりたがらない少年 Peter Pan (1904年初演)
  - 塗木桂子訳『大人になりたくないピーターパン』大阪教育図書 2006年 ISBN 4271114758
- Alice Sit-by-the-Fire (戯曲) (1905年)
- Pantaloon (1905年)
- ケンジントン公園のピーター・パン Peter Pan in Kensington Gardens (1906年)
  - 本多顯彰訳『ピータァ・パン』岩波文庫 岩波書店 1933年
  - 本多顕彰 訳『ピーター・パン』新潮文庫 新潮社 1953年 ISBN 4102104011
  - 南條竹則 訳『ケンジントン公園のピーター・パン』光文社古典新訳文庫 2017年
  - 大久保寛 訳『ピーター・パンの冒険』新潮文庫 新潮社 2017年 ISBN 4102104038
- 妻は知る What Every Woman Knows (戯曲) (1908年)
  - 澤村寅次郎訳『妻は知る』 研究社 1926年
- When Wendy Grew Up –  An Afterthought (1908年)
- ピーター・パンとウェンディ en:Peter and WendyPeter and Wendy (小説) (1911年)
  - 芹生一訳 偕成社文庫 偕成社 1989年 ISBN 4036516809
  - 石井桃子訳 福音館文庫 福音館書店 2003年 ISBN 4834006220
    - 旧版 石井桃子 訳 岩波文庫 1957年

  - 大久保寛訳 新潮文庫 新潮社 2015年 ISBN 410210402X
- Half an Hour (戯曲) (1913年)
- Half Hours (1914年) 収録:
  - Pantaloon

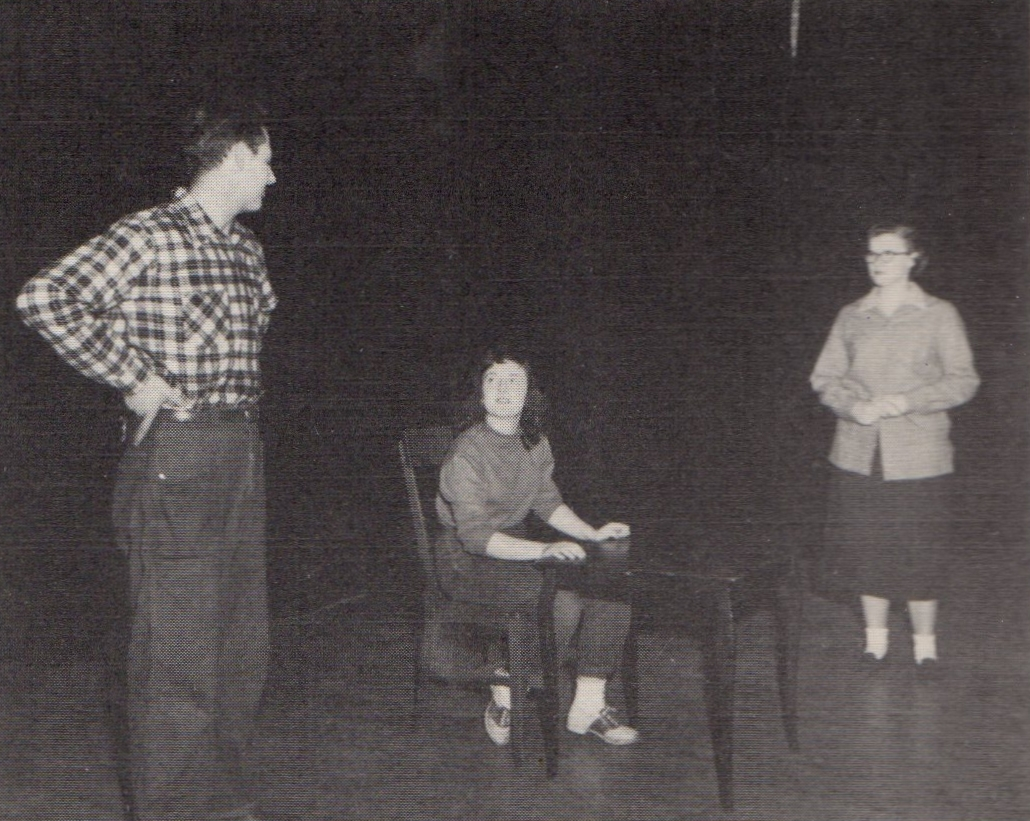
シャイマー大学『十二ポンドの目つき』

  - 十二磅の目つき The Twelve-Pound Look
  - Rosalind
  - 遺言書 The Will
- The Legend of Leonora (1914年)
- デア・ターク Der Tag (The Tragic Man) (短編戯曲) (1914年)
- Charles Frohman: A Tribute (1915年)
- シンデレラ物語 A Kiss for Cinderella (1916年)
- シェイクスピアの遺産 Shakespeare's Legacy (1916年)
- おい、ブルータス Dear Brutus (1917年) (戯曲)
- 大戦余韻 Echoes of the War (1918年) 戯曲4作収録:
  - 新しい言葉 The New Word
  - 老女メダルを示す The Old Lady Shows Her Medals (ゲイリー・クーパー主演映画『七日間の休暇』(1930年)の原作)
  - 忘れえぬ聲 A Well-Remembered Voice
  - Barbara's Wedding
- シンデレラ物語 A Kiss for Cinderella (戯曲) (1920年)
- メアリ・ローズ Mary Rose (1920年)
- 十二磅の目つき シャイマー大学『十二ポンドの目つき』The Twelve-Pound Look (1921)
  - 長澤英一郎訳『十二磅の目つき 他二篇(遺言書、忘れえぬ聲)』 岩波文庫 1938年
- The Author (1925年)
- Cricket (1926年)
- 御婦人組へ仲間入りしましょうか Shall We Join the Ladies? (1928) includes:
  - 御婦人組へ仲間入りしましょうか Shall We Join the Ladies?
  - Half an Hour
  - Seven Women
  - 旧友 Old Friends
- ピーター・パン Peter Pan (戯曲出版) (1928年)
- The Greenwood Hat (1930年)
- さらばジュリィ・ロウガン嬢 Farewell Miss Julie Logan (1932年)
- 少年ダビデ The Boy David (1936年)
- M'Connachie and J. M. B. (1938年)
- When Wendy Grew Up: An Afterthought (1957年)
- 映画『お気に召すまま (1936年の映画)（英語版）』の改訂(1936年)
- The Reconstruction of the Crime (戯曲) E・V・ルーカスとの共著 (年代不明、2017年初版)
- Stories by English Authors: London (selected by Scribners, as contributor)
- Stories by English Authors: Scotland (selected by Scribners, as contributor)
- preface to The Young Visiters or, Mr. Salteena's Plan by デイジー・アシュフォード
- The Earliest Plays of J. M. Barrie: Bandelero the Bandit, Bohemia and Caught Napping, edited by R.D.S. Jack (2014年)

## 関連書
- 鈴木重敏著『ピーター・パン写真集―ネバーランドの少年たち』 新書館 ISBN 4403010393